# Frit de matances
El frit de matances és un plat tradicional de Mallorca elaborat tradicionalment a partir de la carn, la freixura, el fetge i la sang cuita de porc durant l'època de les matances. És un dels plats típics del dia de les matances a l'hora de berenar.
El plat és un fregit amb oli d'oliva de la carn amb patates, ceba, tomàtiga i pebres vermells. Com a condiments, s'hi sol posar sal, canyella, clau, pebre de cirereta, pebre bo, all, fonoll i llorer.
Sembla que el frit té origen semita, ja que presenta semblances a la cuina juevo-sefardita i àrab. És ja citat a diversos receptaris antics com el Libre de Sent Soví (s. XIV).
El frit s'ha de menjar amb pa, si pot ser moreno i gros, millor, amb molta molla per fer mulletes amb el que quedi dins el plat. I s'ha de beure vi negre.